# Sof'ja Očigava
Sof'ja Al'bertovna Očigava (in russo Софья Альбертовна Очигава?; Odincovo, 7 luglio 1987) è una pugile russa.

## Palmarès

### Olimpiadi
- 1 medaglia:
  - 1 argento (Londra 2012 nei pesi leggeri)

### Mondiali dilettanti
- 2 medaglie:
  - 2 ori (Podolsk 2005 nei 52 kg; New Delhi 2006 nei 54 kg)